# Michel Kratochvil
Michel Frank Kratochvil (* 7. April 1979 in Bern) ist ein ehemaliger Schweizer Tennisspieler.

## Karriere
Den grössten Erfolg seiner Karriere feierte er 2002 beim Indian Wells Masters, als er in der ersten Runde den damaligen Weltranglistenfünften Andre Agassi mit 7:65, 7:66 bezwang. Michel Kratochvil war zwischen 2000 und 2004 Mitglied des Schweizer Davis-Cup-Teams. 2003 gewann er in der ersten Runde des Davis Cups das Entscheidungsspiel gegen Martin Verkerk mit 1:6, 7:65, 7:66, 6:1. Seine höchste Platzierung in der Weltrangliste erreichte er am 8. Juli 2002, als er den 35. Platz belegte.

## Erfolge
| Legende (Anzahl der Siege)                       |
| Grand Slam                                       |
| ATP Masters Series ATP World Tour Masters 1000   |
| ATP International Series Gold ATP World Tour 500 |
| ATP International Series ATP World Tour 250      |
| ATP Challenger Tour (5)                          |

### Einzel

#### Turniersiege
| Nr. | Datum             | Turnier | Belag         | Finalgegner            | Ergebnis       |
| --- | ----------------- | ------- | ------------- | ---------------------- | -------------- |
| 1.  | 15. August 1999   | Wien    | Sand          | Marcelo Charpentier    | 3:6, 7:67, 6:2 |
| 2.  | 22. August 1999   | Sylt    | Sand          | Emilio Benfele Álvarez | 6:1, 6:1       |
| 3.  | 29. August 1999   | Genf    | Sand          | Orlin Stanoitschew     | 6:0, 6:1       |
| 4.  | 19. November 2000 | Osaka   | Hartplatz     | Lee Hyung-taik         | 2:6, 6:2, 6:2  |
| 5.  | 26. November 2000 | Brest   | Hartplatz (i) | Johan Settergen        | 3:6, 6:4, 7:62 |

#### Finalteilnahmen
| Nr. | Datum              | Turnier  | Belag     | Finalgegner      | Ergebnis |
| --- | ------------------ | -------- | --------- | ---------------- | -------- |
| 1.  | 23. September 2001 | Shanghai | Hartplatz | Rainer Schüttler | 3:6, 4:6 |
| 2.  | 7. Oktober 2001    | Tokio    | Hartplatz | Lleyton Hewitt   | 4:6, 2:6 |